# Hans Krüger (Politiker, 1902)

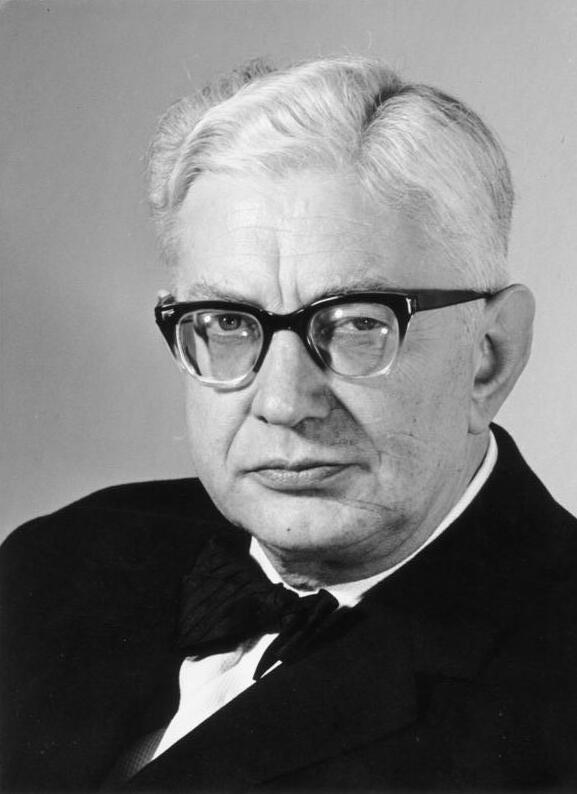
Hans Krüger (1963?)

Hans Krüger (* 6. Juli 1902 in Neustettin; † 3. November 1971 in Bonn) war ein deutscher Politiker (CDU) und Vertriebenenfunktionär. Er war von 1958 bis 1963 Präsident des Bundes der Vertriebenen und vom 17. Oktober 1963 bis zum 7. Februar 1964 Bundesminister für Vertriebene, Flüchtlinge und Kriegsgeschädigte. Von 1957 bis 1965 war er Mitglied des Deutschen Bundestages.

## Leben und Beruf
Nach dem Abitur absolvierte Krüger ab 1922 ein Studium der Rechts- und Staatswissenschaften in Jena, Greifswald und Bonn, welches er 1927 mit dem ersten und 1931 mit dem zweiten juristischen Staatsexamen beendete. Während des Studiums schloss er sich 1922 der Burschenschaft Teutonia Jena an. Anschließend war er als Richter in Pommern tätig. 1938 erfolgte seine Ernennung zum Landgerichtsrat in Stargard. Am 17. Oktober 1939 wurde er im besetzten Chojnice zum Ortsgruppenleiter der NSDAP ernannt und 1940 zum Oberamtsrichter. In dieser Funktion hat er im Rahmen von Sondergerichten an der Verhängung zahlreicher Todesstrafen mitgewirkt.
Im Juni 1943 wurde Krüger zur Wehrmacht einberufen und nahm bis 1945 als Offizier der Marineartillerie am Zweiten Weltkrieg teil. 1946 wurde er aus britischer Kriegsgefangenschaft entlassen.
Nach dem Zweiten Weltkrieg kam Krüger als Heimatvertriebener nach Olpe in Westfalen. 1948 wurde er dort Kreisgeschäftsführer des Bundes der Vertriebenen. 1950 wurde er Kreisvorsitzender und 1954 stellvertretender Landesvorsitzender für Nordrhein-Westfalen; von 1958 bis 1964 war er Präsident des Bundes der Vertriebenen.
Seit 1957 war er in Olpe als Rechtsanwalt und Notar tätig.
In Polen wurde 1964 Anklage gegen Krüger erhoben. Unter dem Einfluss der im „Spiegel“ veröffentlichten Vorwürfe entließ ihn Bundeskanzler Ludwig Erhard aus seinem Amt. Die deutsche Staatsanwaltschaft weigerte sich jedoch wegen fehlender Schuldbeweise, den Prozess einzuleiten.
Krüger war ursprünglich evangelischer Konfession, trat aber in der NS-Zeit aus der Kirche aus und bezeichnete sich 1938 in einem Personalfragebogen als „gottgläubig“. Nach seiner Entlassung aus der Kriegsgefangenschaft trat er 1946 wieder der evangelischen Kirche bei.

## Partei
Es heißt fälschlich in vielen Schriften, Krüger habe im November 1923 am Hitlerputsch in München teilgenommen. Im Januar 1964, kurz vor seinem Rücktritt, wurde anderes bekannt (siehe unten – Zitat aus Der Spiegel).
Krüger trat zum 1. Mai 1933 der NSDAP bei (Mitgliedsnummer 1.853.978) und war Mitglied zahlreicher weiterer NS-Organisationen, so beispielsweise gehörte er dem Reichsbund Deutscher Beamter, dem NS-Rechtswahrerbund und dem Volksbund für das Deutschtum im Ausland an.
Nach dem Krieg wurde Krüger Mitglied der CDU.

## Abgeordneter
Krüger gehörte seit 1952 dem Kreistag im Kreis Olpe an. Ab der Bundestagswahl 1957 bis 1965 war er Mitglied des Deutschen Bundestages. Hier war er von 1961 bis 1963 stellvertretender Vorsitzender des Ausschusses für Heimatvertriebene.
Hans Krüger ist stets über die Landesliste Nordrhein-Westfalen in den Bundestag eingezogen.

## Öffentliche Ämter
Am 17. Oktober 1963 wurde er als Bundesminister für Vertriebene, Flüchtlinge und Kriegsgeschädigte in die von Bundeskanzler Ludwig Erhard geführte Bundesregierung (Kabinett Erhard I) berufen. Damals (Kalter Krieg) versuchte das SED-Regime systematisch, Politiker und Amtsträger der Bundesrepublik als Nationalsozialisten zu enttarnen und dies politisch für sich auszunutzen.
Am 8. Januar 1964 beschrieb Der Spiegel dies so:

„Bonns neuer Vertriebenenminister … gehörte weder zu Hitlers Marschierern vom 9. November 1923, wie seine NS-Vorgesetzten fünfzehn Jahre später glaubten, noch war er in allen Lebenslagen der treue evangelische Christ, für den ihn seine heutige Partei, die CDU, stets gehalten hat. Hier wie dort hat Krüger der Obrigkeit gegenüber zu seinen Gunsten geflunkert.
Solche Arabesken des Minister-Lebenslaufs wurden offenbar, als Anfang Dezember auch noch der DDR-Propagandist Albert Norden dem Geflunker aufsaß. Der Pankower Agitprop hatte sich aus dem Personalarchiv der NS-Staatsbediensteten – oft genutztes und sorgsam gehegtes Beutestück in Ostberlin – die Akte Krüger kommen lassen und darin eine interessante Eintragung entdeckt.
Auf einem Personalbogen hatte der damals gerade zum Landgerichtsrat ernannte Krüger 1938 unter Ziffer 12 über militärische Dienstleistung nach dem Ersten Weltkrieg angegeben: ‚Teilnahme am Erhebungsversuch im November 1923‘.
Prompt verkündete Norden in Ostberlin vor östlichen und westlichen Reportern: ‚In der Bonner Regierung sitzt ein aktiver Teilnehmer des Hitlerputsches vom November 1923, der mit Hitler vor 40 Jahren in München versuchte, die Weimarer Republik zu stürzen.‘
In Wahrheit studierte der 21jährige Krüger zu jener Zeit an der Universität Jena Jurisprudenz und betätigte sich dort nebenbei in nationalen Verbänden.
Krüger: ‚Wir Studenten aus Jena, Halle und Leipzig wurden in der Schwarzen Reichswehr erfaßt, und da war ich mit dabei.‘ Nach München kam er zum erstenmal viele Jahre später, ‚auf einer verspäteten Hochzeitsreise‘.
Offenbar hatte sich Krüger nach 1933, um den nationalsozialistischen Machthabern zu gefallen, als alter Marschierer ausgegeben und so den unrichtigen Personalaktenvermerk verursacht. Der Minister bestreitet heute nicht, daß die Formulierung in seinen NS-Personalpapieren erheblich überdreht ist. Betreten sieht er sich in seinem Amtsraum um: ‚Ich weiß nicht, warum ich mich damals so ausgedrückt habe.‘“

Albert Norden war damals Chefideologe der SED. Am 17. Januar 1964 wurde Krüger auf eigenen Wunsch suspendiert, am 31. Januar reichte er seinen Rücktritt ein; am 7. Februar 1964 wurde er als Bundesminister entlassen.